# Cryptocallis
Cryptocallis, rod crvenih algi iz porodice Sebdeniaceae, dio reda, točnije jedina u redu Sebdeniales. Jedina vrsta je morska alga C. dixoniorum uz obalu Zapadne Australije. Tipski lokalitet je Brue Reef